# Liam Robbins
Liam Robbins (Davenport, 12 luglio 1999) è un cestista statunitense.

## Carriera
Dopo aver completato la carriera collegiale con i Drake Bulldogs, i Minnesota Gophers e i Vanderbilt Commodores, non viene scelto al Draft NBA 2023, rimanendo undrafted. Firma poi un two-way contract con i New Orleans Pelicans ma, prima di riuscire a esordire, subisce un infortunio che lo tiene ai box per tutta la stagione. Viene poi firmato, sempre con un two-way contract, dai Milwaukee Bucks, venendo poi associato alla squadra affiliata dei Wisconsin Herd in G League.

## Statistiche

### College
| Anno      | Squadra           | PG  | PT | MP   | TC%  | 3P%  | TL%  | RP  | AP  | PRP | SP  | PP   |
| --------- | ----------------- | --- | -- | ---- | ---- | ---- | ---- | --- | --- | --- | --- | ---- |
| 2018-2019 | Drake Bulldogs    | 31  | 2  | 11,3 | 44,2 | 23,1 | 59,5 | 2,7 | 0,5 | 0,3 | 1,1 | 4,1  |
| 2019-2020 | Drake Bulldogs    | 34  | 34 | 27,1 | 49,9 | 24,4 | 69,4 | 7,1 | 0,8 | 0,6 | 2,9 | 14,1 |
| 2020-2021 | Minnesota Gophers | 23  | 23 | 24,7 | 44,1 | 32,7 | 69,4 | 6,6 | 1,1 | 0,7 | 2,7 | 11,7 |
| 2021-2022 | Vand. Commodores  | 15  | 10 | 18,4 | 43,5 | 28,6 | 60,6 | 4,0 | 0,7 | 0,4 | 2,0 | 6,8  |
| 2022-2023 | Vand. Commodores  | 26  | 15 | 23,0 | 50,4 | 36,5 | 73,1 | 6,8 | 1,0 | 0,3 | 3,2 | 15,0 |
| Carriera  | Carriera          | 129 | 84 | 21,0 | 47,7 | 30,6 | 69,3 | 5,5 | 0,8 | 0,5 | 2,4 | 10,6 |